# Podișul Karst

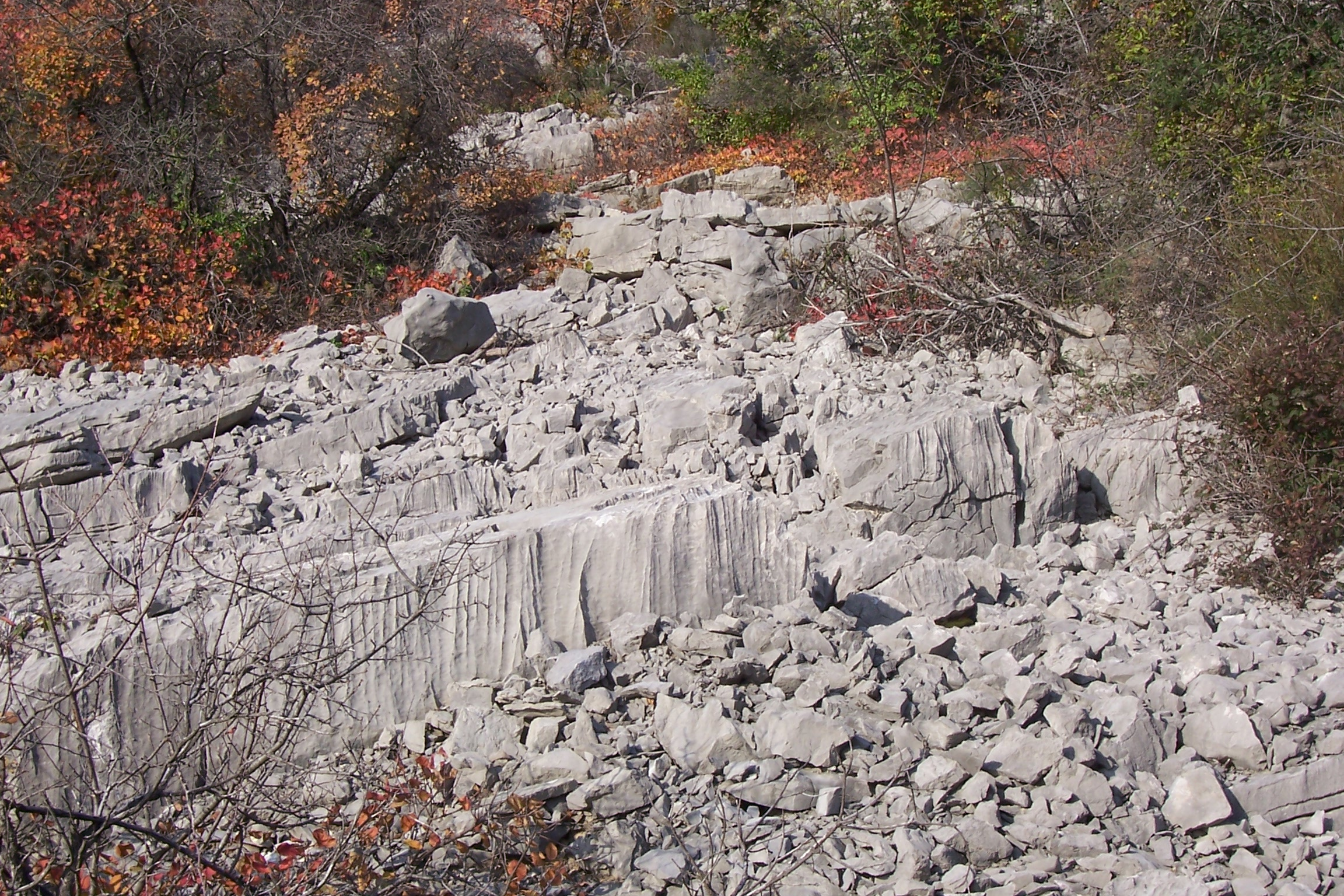
Peisaj din partea italiană a Podişului Karst - Monfalcone

Podișul Karst (Carso în italiană, Kras în slovenă) este o regiune calcaroasă aflată la frontiera dintre Slovenia și Italia. În Slovenia ocupă partea de sud-est iar în Italia cea de nord-est. Mai poate fi găsit și sub denumirea de Platoul Karst. Aici au fost studiate pentru prima dată formele de relief create de disoluția calcarului de către apa încărcată cu dioxid de carbon. Din această cauză se poate spune că formele de relief prezente aici reprezintă carstul clasic.
Această regiune este faimoasă deoarece de aici derivă termenul de carst, relief carstic.
Geografic, acest podiș se găsește cuprins între valea râului Vipava, Dealurile Vipavska, partea cea mai vestică a Dealurilor Brkini și Golful Trieste. Platoul se înalță destul de abrupt deasupra regiunilor înconjurătoare. Altitudinea medie este de 334 m. Vegetația naturală în trecut era reprezentată prin păduri de stejar, însă azi pinul este preponderent. Pădurile ocupă o treime din suprafața Podișului Karst.
Podișul Karst este renumit pentru formele de relief carstice dezvoltate aici, atât de suprafață, cât și de adâncime. Peșteri mai renumite sunt: Vilenica (prima peșteră din lume intrată în circuitul turistic), Lipica, Divača, Kačna, Postojna și Škocjan (situri UNESCO), situate în Sovenia și Grotta Gigante în Italia.
Aria este drenată de două râuri importante - Pivka și Reka, pe al căror parcurs alternează sectoarele de suprafață cu cele de adâncime. Formele de relief de suprafață sunt reprezentate de doline, lapiezuri și în special de polii.
Cea mai mare parte a acestui podiș este situată în Slovenia, ocupând aici o suprafață de 429 km², cu o populație de aproximativ 19.000 locuitori, distribuiți în 100 de așezări. Orașul Sežana este centrul Karstului sloven. Pe lângă obiectivele carstice, regiunea conține și o serie de obiective turistice culturale: satul Štanjel, o așezare pitorească fortificată situată pe o înălțime din partea de nord a podișului, precum și Lipica, cu vestita herghelie, locul de naștere a rasei de cai Lipizzan.

## Imagini

Satul Škocjan
Intrarea râului Reka în subteran